# Квятковский, Аркадий Николаевич
Арка́дий Никола́евич Квятко́вский (29 мая 1927, Алма-Ата, КазССР, СССР — 28 октября 2001, там же, Казахстан) — советский и казахстанский учёный-металловед, доктор технических наук (1986), заслуженный деятель науки КазССР (1979).

## Биография
Родился 29 мая 1927 года в Алма-Ате.
Участник Великой Отечественной войны.
В 1956 году окончил Казахский горно-металлургический институт (ныне КазНТУ). В 1956—1962 годах — научный сотрудник Алтайского горно-металлургического института.
В 1962 году защитил диссертацию на соискание учёной степени кандидата технических наук на тему «Об извлечении свинца, меди и цинка из шлаков свинцового производства электрохимическими методами», в этом же году устроился в Институт металлургии и обогащения руд АН Казахстана на должность старшего научного сотрудника (до 1967 года), в 1967—1974 годах трудился в должности заведующего лабораторией методов очистки сточных вод Казахского научно-исследовательского и проектировочного института обработки ископаемых механическими способами. В 1974 году вернулся Институт металлургии и обогащения руд АН Казахстана, до 2001 года работал заведующим лабораторией пирометаллургии в этом институте.
Умер 28 октября 2001 на родине.

## Научная деятельность
Основные научные труды посвящены проблемам цветной металлургии, электро-термической технологии производства меди, технологии обработки пиритных металлов и кварцевых кристаллов, содержащих золото и т. д. Руководил внедрением новых технологических способов переработки медно-свинцово-цинковых концентратов с использованием электрических печей с коксовым фильтром на Жезказганском комбинате.
Соавтор ряда патентов:
- Способ обеднения высокосвинцовистых шлаков
- Способ переработки сульфидных медных концентратов
- Способ конвертирования медных штейнов
- Способ конвертирования полиметаллических штейнов
- Способ конвертирования свинецсодержащих медных штейнов
- Способ переработки штейно-шпейзового расплава
- Способ переработки свинецсодержащих медных штейнов
- Способ переработки белого матта
- Способ переработки сульфидных медных и медно-цинковых концентратов